# Noyelles-Godault
Noyelles-Godault település Franciaországban, Pas-de-Calais megyében. Lakosainak száma 5949 fő (2022. január 1.). Noyelles-Godault Évin-Malmaison, Esquerchin, Courcelles-lès-Lens, Dourges és Hénin-Beaumont községekkel határos.

## Népesség
A település népességének változása:
| Lakosok száma | 5269 | 5708 | 5956 | 5973 | 5828 | 5773 | 5864 | 5906 | 5949 |
|               | 2013 | 2015 | 2016 | 2017 | 2018 | 2019 | 2020 | 2021 | 2022 |